# Drâa-Tafilalet
Drâa-Tafilalet (in arabo: تامناضت نـ ضرا - تافیلالت, in berbero: ⵜⴰⵎⵏⴰⴹⵜ ⵏ ⴹⵕⴰ - ⵜⴰⴼⵉⵍⴰⵍⵜ) è una delle 12 regioni del Marocco in vigore dal 2015.
La regione comprende le prefetture e province di:
- provincia di Errachidia
- provincia di Midelt
- provincia di Ouarzazate
- provincia di Tinghir
- provincia di Zagora